# Landtag Schwarzburg-Rudolstadt (1821–1826)
Dieser Artikel behandelt den ersten Landtag Schwarzburg-Rudolstadt 1821 bis 1826.

## Landtag
Der erste Landtag Schwarzburg-Rudolstadt wurde teilweise 1818 und teilweise 1821 gewählt Die Wahlen wurden am 20. Februar 1821 abgeschlossen.
Als Abgeordnete wurden gewählt:
| Name                                            | Wohnort/Rittergut           | Kurie              | Wahlkreis                                        | Anmerkung                  |
| ----------------------------------------------- | --------------------------- | ------------------ | ------------------------------------------------ | -------------------------- |
| Friedrich August Dittmar                        | auf Rottleben               | Rittergutsbesitzer | Unterherrschaft                                  |                            |
| Johann Andreas Engelhardt                       | Leutenberg                  | Städte             | Leutenberg, Blankenburg und Teichel              |                            |
| Friedrich Andreas Francke                       | Schwarza                    | Landgemeinden      | Ämter Rudolstadt und Blankenburg                 |                            |
| Bernhard Ludwig Garthoff                        | Frankenhausen               | Städte             | Frankenhausen                                    |                            |
| Johann August Theodor Hoffmann                  | Stadtilm                    | Städte             | Ilm                                              |                            |
| Carl Wilhelm Heinrich von Hoheneck              | auf Griesheim               | Rittergutsbesitzer | Oberherrschaft                                   |                            |
| Karl Ludwig Anton von Holleben gen. von Normann | auf Unterköditz und Fröbitz | Rittergutsbesitzer | Oberherrschaft                                   |                            |
| Karl Ulrich Freiherr von Ketelhodt              | auf Lichstedt               | Rittergutsbesitzer | Oberherrschaft                                   |                            |
| Johann Christian Ernst Leo                      | Rudolstadt                  | Städte             | Rudolstadt                                       | gestorben 23. August 1822  |
| Johann Georg Möller                             | Obernhain                   | Landgemeinden      | Amt Schwarzburg                                  | gestorben 1. November 1826 |
| Johann Friedrich Morgenroth                     | Kleinhettstedt              | Landgemeinden      | Ämter Ilm, Ehrenstein, Paulinzella und Seebergen |                            |
| Johann Christoph Oertel                         | auf Allendorf               | Rittergutsbesitzer | Oberherrschaft                                   |                            |
| Leberecht Christian Gotthold Rose               | Königsee                    | Städte             | Königsee                                         |                            |
| Johann Michael Ußlepp                           | Esperstedt                  | Landgemeinden      | Unterherrschaft                                  | gestorben 7. Juli 1821     |
| Carl Friedrich Wiesel                           | Könitz                      | Landgemeinden      | Ämter Leutenberg und Könitz                      |                            |

Fürst Friedrich Günther bestimmte mit fürstlichem Dekret vom 26. Februar 1821 Karl Ulrich Freiherr von Ketelhodt zum Landtagskommissar und damit auch zum Parlamentspräsidenten.
Der Landtag kam zwischen dem 9. April 1821 und dem 21. April 1821 zu sechs Plenarsitzungen zusammen. In den Folgejahren trat der Landtag nicht mehr zusammen. Für die laufenden Geschäfte wurde ein Landtagsausschuss gewählt, der sich aus folgenden Abgeordneten zusammensetzte:
| Jahr | Mitglied      | Mitglied                                                            | Mitglied   |
| ---- | ------------- | ------------------------------------------------------------------- | ---------- |
| 1822 | Dittmar       | Leo                                                                 | Möller     |
| 1823 | von Hoheneck  | Engelhardt                                                          | Francke    |
| 1824 | von Ketelhodt | Garthoff                                                            | Morgenroth |
| 1825 | von Holleben  | Rose                                                                | Wiesel     |
| 1826 | Oertel        | Ußlepp (dieser verstarb jedoch vorher; an seine Stelle trat Wiesel) |            |